# Аббати, Джузеппе
Джузеппе Аббати (корс. Giuseppe Abbati), он же Иосиф Абатис греч.  Ιωσήφ Αμπάτης; 1780, Бонифачо — 15 апреля 1850, Эгина) — корсиканский офицер и филэллин, участник Греческой войны за независимость 1821—1829 годов, полковник армии Греческого королевства.

## Биография
Иосиф (Джузеппе) Аббати родился в 1780 году в Бонифачо, на острове Корсика, который с 1768 года перешёл под французский контроль.
Василис Кутузис утверждает, что Аббати был корсиканцем греческого происхождения.
Кутузис пишет, что Аббати принадлежал благородному греческому роду, чья миграция после падения Константинополя прослеживается сначала на острове Кефалония, а затем в Италии и на Корсике.
Более того, Кутузис находит упоминание об этом роде на греческом острове Дилос уже с римского периода истории Греции.
Кутузис отмечает, что Аббати был не единственным представителем этого рода, которые с началом Освободительной войны греков в 1821 году оставили Францию и Италию и, прибыв на историческую Родину, проливали свою кровь на полях сражений и, одновременно, поддерживали Революцию своими финансами.
Не располагаем информацией о участие Аббати в Наполеоновских войнах, но в Грецию он прибыл в звании капитана инженерных войск французской армии.
Сразу по прибытии Аббати вступил в первый регулярный полк (в действительности батальон) греческой армии и принял участие в сражении при Пета.
Появляющаяся сегодня изредка информация о том, что в ходе этого сражения Аббати захватил турецкое знамя, несколько сомнительна, как потому что она не подтверждается историческими документами и греческими историками, так и потому что в ходе этого сражения регулярный полк был разбит и 2/3 его состава, греческих добровольцев и филэллинов, погибли.
После того как полк был воссоздан и его возглавил французский полковник Фавье, Аббати воевал под его командованием в звании майора.

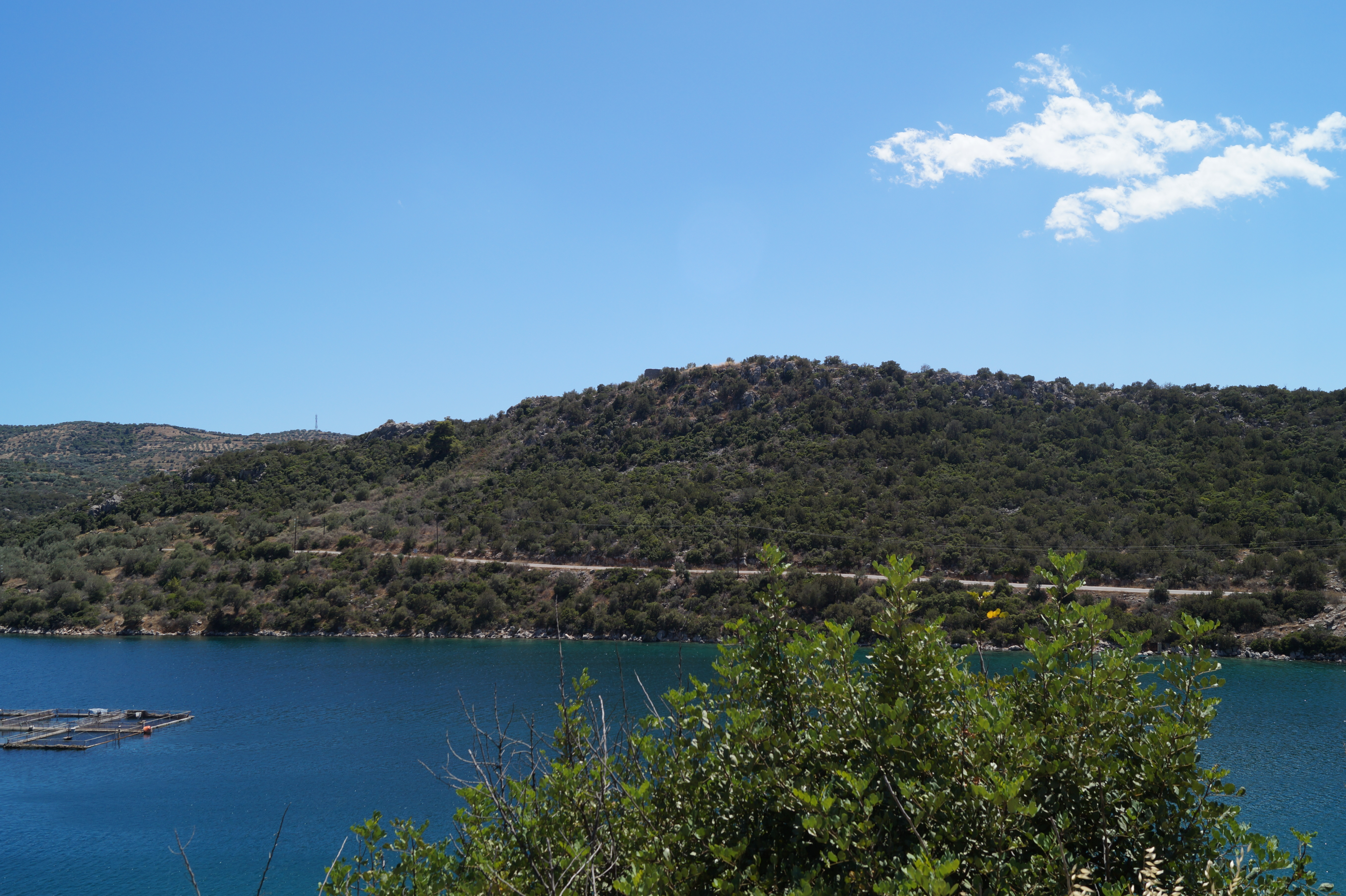
Развалины «Крепости» Фавье на перешейке полуострова Метана

Будучи офицером инженерного корпуса, в начале 1826 года Аббати принимал участие в строительстве фортификации на перешейке полуострова Метана, развалины которого сегодня именуются «Крепость Фавье».
В ноябре 1826 года, под командованием Фавье, Аббати принял участие в боях у Афинского акрополя.
Будучи офицером инженерных войск, Аббати принимал участие в строительстве фортификаций в Нафплионе, Триполи и Монемвасии.
По окончании Освободительной войны, Аббати был вовлечён в противостояние адмирала Миаулиса против первого правителя страны, Иоанна Каподистрии.
Когда правительственные войска и корабли блокировали восставшие корабли Миаулиса на базе флота на острове Порос, Миаулис совершил своё «Великое преступление», взорвал флагман греческого флота, фрегат «Эллада».
Одновременно Аббати, который в звании майора командовал гарнизоном морского форта на близлежащем островке Святого Константина, взорвал тамошние фортификации.
После того как правительственные войска взяли Порос под свой контроль, Аббати был обнаружен в британском консульстве, был арестован и отправлен в Нафплион.
После убийства Каподистрии и установлении в стране монархии Оттона, Аббати был освобождён.
Он остался в Греции и дослужился до звания полковника.
За свои заслуги перед Грецией он получил достаточно большую земельную площадь в провинции в Каллони области Тризиния.
Полковник Аббати умер в своём поместье в 1850 году.

## Потомки
Потомком полковника Аббати был генерал-лейтенант греческой армии Наполеон Сотилис, который в качестве комдива VII дивизии прославился во Вторую Балканскую войну.
В свою очередь известная современная скульптор и художница Лиза Сотили является внучкой генерала Сотилиса и дальней родственницей полковника Аббати.